# Дубяго, Татьяна Борисовна
Татьяна Борисовна Дубяго (5 марта 1897, Петербург — 1959, Ленинград) — советский ландшафтный архитектор, талантливый педагог, крупный специалист в области садово-паркового искусства. Доктор архитектуры, профессор Ленинградской лесотехнической академии.
Создатель первого в СССР курса лекций по садово-парковому искусству. Автор первых научных исследований по Летнему саду в Ленинграде (1941).

## Биография
Татьяна Борисовна Дубяго родилась 5 марта 1897 года в Петербурге в семье русского математика, метролога, шахматиста Бориса Михайловича Кояловича.
В 1926 году она окончила архитектурный факультет Института Гражданских Инженеров, защитив дипломный проект «Планировка части Володарского района».
С 1927 по 1931 г. работала в Отделе планировки Горкомхоза под руководством профессоров Л. А. Ильина и Е. И. Катонина и одновременно в Ленинградском институте инженеров коммунального строительства в качестве преподавателя на кафедре планировки населенных мест. С 1933 по март 1942 г. — работала преподавателем в Ленинградской Лесотехнической академии.
В закрытом конкурсе «Озеленение городов Урала», проекты Т. Б. Дубяго были отмечены Первой и Второй премиями. За проекты, представленные на Первой Всесоюзной выставке архитектурных и научных работ женщин-архитекторов СССР, она была награждена Почетной грамотой Правления Союза Советских Архитекторов.
В 1930-е гг. принимает участие в подготовке первого плана реконструкции Ленинграда. Наиболее значимыми её работами считаются проекты планировки района Охты и правого берега Невы, а также первый проект парка культуры и отдыха Московского района, начатый реализацией до войны (сейчас Московский Парк Победы).
По поручению Управления Культурно-просветительскими учреждениями Ленсовета начиная с 1930-х годов Т. Б. Дубяго работает над восстановлением Летнего сада в Ленинграде.
В 1941 г. Т. Б. Дубяго защитила кандидатскую диссертацию на тему: «Реставрация Летнего сада».
Изучив большое количество архивных материалов, посвященных Летнему саду, она в 1941 году разработала проект его восстановления, имевший большое методическое значение. Был разработан алгоритм работы по реставрации исторических объектов. Сделан анализ композиции сада и определён перечень документации, необходимой для реализации проекта. Т. Б. Дубяго подробно разработала разделы проекта, касающиеся восстановления Партера, территории вдоль Лебяжьего канала, часть территории у Чайного домика и у Карпиева пруда, которые были осуществлены в натуре после войны 1941—1945 гг.
Во время эвакуации (1942—1944 гг.) работала в Ташкенте в Узбекистанском научно-исследовательском институте в должности руководителя сектора озеленения городов Узбекистана. За это время провела большие работы по реконструкции озеленения городских улиц, составила проект «Дендрария» при Сельскохозяйственном институте, проект Парка железнодорожников и др. В эти годы ею было опубликовано 15 работ по вопросам озеленения Узбекистана.
В июне 1945 года Т. Б. Дубяго была награждена медалью «За доблестный труд во время Великой Отечественной войны 1941—1945 гг.».
С 1945 года Т. Б. Дубяго заведовала кафедрой садово-паркового искусства в Ленинградской Лесотехнической Академии. Там она преподавала авторский курс, в котором излагалась история регулярных садов Италии и Франции, а также пейзажных парков Китая, Японии и Англии, что исторически служило базой для создания многих русских парков. Подобный курс Т. Б. Дубяго преподавала и на архитектурном факультете Ленинградского Инженерно-Строительного Института и Академии Художеств. В это же время она работает над проектами реставрации Екатерининского парка в Царском Селе.
В конце 1940-х годов, когда в Советском Союзе проходила компания по борьбе с космополитизмом в науке и искусстве, Т. Б. Дубяго  за положительное отношение к зарубежному опыту была обвинена в космополитизме и низкопоклонничестве перед Западом. В актовом зале Лесотехнической академии собрали всех педагогов, где выступали «рецензенты» с разгромной критикой на лекционный курс Т. Б. Дубяго (одним из них был Василий Огиевский). Никто публично не выступил в её защиту из-за сильного страха перед реальными последствиями такого шага.
Татьяна Борисовна Дубяго была по натуре неутомимым борцом за своё дело, она упорно продолжает работать и в 1951 году успешно защищает докторскую диссертацию на тему «Русское садово-парковое искусство XVII — первой половины XVIII столетия» — фундаментальный труд по истории русского садово-паркового искусства. Официальными оппонентами были известные архитекторы Г. Г. Гримм и Л. М. Тверской, которые дали высокую оценку её работе.
В 1954 году Т. Б. Дубяго в составе советской делегации ездила на Международную Конференцию Ландшафтных Архитекторов  в Австрии
По инициативе Т. Б. Дубяго в Лесотехнической Академии был открыт факультет Городского Зеленого Строительства. На этом факультете работали несколько учеников Т. Б. Дубяго, в том числе Наталья Алексеевна Ильинская, будущий известный ландшафтный архитектор Петербурга.
В 1955 году вышло постановление правительства «Об укрупнении специальностей» и факультет городского зелёного строительства в Лесотехнической академии был ликвидирован. Осталась только специализация на лесохозяйственном факультете, но искусствоведческие дисциплины при этом сократили в 10 раз.
В 1959 году здоровье Т. Б. Дубяго стало резко ухудшаться и она почти потеряла зрение. Ни один доктор, включая знаменитого одесского профессора Филатова, не мог установить причину ее болезни. В этом же году Т. Б. Дубяго вынуждена была прекратить работу.  Весной 1959 года Т. Б. Дубяго перенесла обширный инсульт, по-видимому спровоцированный употреблением непроверенного импортного лекарства. Это и привело к её смерти в октябре 1959 года.

## Память
С конца 2000-х годов Санкт-Петербургский государственный лесотехнический университет (академия) регулярно проводит международные конференции, носящие имя Татьяны Борисовны Дубяго.
23 сентября 2010 года на кафедре садово-паркового и ландшафтного строительства СПбГЛТА состоялись Вторые международные чтения памяти Т. Б. Дубяго, посвященные 65-летию факультета Городского зелёного строительства «Современная жизнь исторических садов и парков».
К этому событию было приурочено открытие памятной доски, посвящённой Татьяне Борисовне Дубяго на фасаде главного здания академии.
Конференция была посвящена первому факультету Городского зелёного строительства в России, который был организован в Ленинградской лесотехнической академии в 1945 году. За время своего существования до 1954 года факультет являлся важным звеном развития ландшафтной архитектуры СССР и России.
20 декабря 2010 года был официально открыт возрождённый факультет ландшафтной архитектуры СПбГЛТА, началось формирование профессорско-преподавательского состава.
В факультет были включены следующие кафедры:
- кафедра садово-паркового и ландшафтного строительства
- кафедра начертательной геометрии и графики
- кафедра русского языка
- кафедра иностранных языков

С 21 по 23 сентября 2011 года на факультете ландшафтной архитектуры СПбГЛТА прошли Третьи международные чтения памяти Т. Б. Дубяго «Восстановление исторических садов и парков». Совместно с Чтениями прошёл международный конкурс выпускных аттестационных работ по специальности «Ландшафтная архитектура» и «Садово-парковое и ландшафтное строительство».

## Публикации
- Дубяго Т. Б. Летний Сад. — Л.: Гос. изд-во лит-ры по строительству и архитектуре, 1951. — 156 с. — (Архитектурные ансамбли Ленинграда). — 6000 экз. (обл.)
- Дубяго Т. Б. Русские регулярные сады и парки / Т. Б. Дубяго. — Л., 1963. 344 с.
- Дубяго Т. Б. История садово-паркового искусства: Конспект лекций. Вып. 4. Публикации и документы. Научный сборник (К 250-летию Российской академии художеств) / Т. Б. Дубяго; отв. ред. С. Б. Алексеева; сост. и авт. вступ. ст. Н. С. Беляев; Российская академия художеств. — СПб.: ЛЕМА, 2007. — 92 с.: фото. — (Преподаватели Российской Академии художеств).

## Семья
Отец — Борис Михайлович Коялович (1867—1942), доктор математических наук, профессор Технологического института, член Ученого Комитета Министерства Народного Просвещения.
Муж — Дмитрий Петрович Дубяго (1895—1942), инженер-гидротехник, кандидат технических наук, скончался в блокадном Ленинграде.